# Conura brasiliensis
Conura brasiliensis is een vliesvleugelig insect uit de familie bronswespen (Chalcididae). De wetenschappelijke naam is voor het eerst geldig gepubliceerd in 1904 door Ashmead. Zoals de wetenschappelijke naam doet vermoeden, komt deze soort voor in Brazilië. Daarnaast komt de soort ook voor in Argentinië en in Uruguay.